# Tityus funestus
Espèce
Tityus funestus est une espèce de scorpions de la famille des Buthidae.

## Distribution
Cette espèce est endémique du Venezuela. Elle se rencontre dans les États de Mérida et de Táchira.

## Description
Le mâle syntype mesure 56 mm et la femelle syntype 55,75 mm.

## Publication originale
- Hirst, 1911 : « Descriptions of new scorpions. » Annals and Magazine of Natural History, sér. 8, vol. 8, p. 462-473 (texte intégral).